# Parastrangalis communis
Parastrangalis communis är en skalbaggsart som beskrevs av Holzschuh 1993. Parastrangalis communis ingår i släktet Parastrangalis och familjen långhorningar. Inga underarter finns listade i Catalogue of Life.